# Course en ligne féminine des moins de 23 ans aux championnats du monde de cyclisme sur route 2022
La course en ligne féminine des moins de 23 ans aux championnats du monde de cyclisme sur route 2022 a lieu sur 164,3 kilomètres le 24 septembre 2022 entre Helensburgh et Wollongong. C'est la première fois que cette course est organisée aux mondiaux sur route. L'épreuve a lieu en même temps que la course élite féminine.
La victoire revient à la Néo-Zélandaise Niamh Fisher-Black. Elle devance la Britannique Pfeiffer Georgi et l'Allemande Ricarda Bauernfeind.

## Classement
| Rang                               | Cycliste              | Pays                | Temps   | Écart   |
| ---------------------------------- | --------------------- | ------------------- | ------- | ------- |
| Médaille d'or, Coupe du Monde      | Niamh Fisher-Black    | Nouvelle-Zélande    | 4:24:26 | +0:00   |
| Médaille d'argent, Coupe du Monde  | Pfeiffer Georgi       | Grande-Bretagne     | 4:24:38 | +0:12   |
| Médaille de bronze, Coupe du Monde | Ricarda Bauernfeind   | Allemagne           | 4:24:38 | +0:12   |
| 4                                  | Simone Boilard        | Canada              | 4:24:38 | +0:12   |
| 5                                  | Anna Shackley         | Grande-Bretagne     | 4:24:38 | +0:12   |
| 6                                  | Silvia Zanardi        | Italie              | 4:29:22 | +4:57   |
| 7                                  | Noemi Rüegg           | Suisse              | 4:29:22 | +4:57   |
| 8                                  | Julie De Wilde        | Belgique            | 4:29:22 | +4:57   |
| 9                                  | Mari Hole Mohr        | Norvège             | 4:29:22 | +4:57   |
| 10                                 | Ella Wyllie           | Nouvelle-Zélande    | 4:29:22 | +4:57   |
| 11                                 | Dominika Wlodarczyk   | Pologne             | 4:32:02 | +7:36   |
| 12                                 | Shirin van Anrooij    | Pays-Bas            | 4:32:04 | +7:38   |
| 13                                 | Marie Le Net          | France              | 4:32:04 | +7:38   |
| 14                                 | Anne Dorthe Ysland    | Norvège             | 4:33.57 | +9:31   |
| 15                                 | Marta Jaskulska       | Pologne             | 4:36:32 | +12:06  |
| 16                                 | Julia Borgström       | Suède               | 4:36:32 | +12:06  |
| 17                                 | Franziska Koch        | Allemagne           | 4:10:16 | +15:50  |
| 18                                 | Nina Berton           | Luxembourg          | 4:10:16 | +15:50  |
|                                    | Jade Wiel             | France              | Abandon | Abandon |
|                                    | Vittoria Guazzini     | Italie              | Abandon | Abandon |
|                                    | Elynor Bäckstedt      | Grande-Bretagne     | Abandon | Abandon |
|                                    | Alice Towers          | Grande-Bretagne     | Abandon | Abandon |
|                                    | Yanina Kuskova        | Ouzbékistan         | Abandon | Abandon |
|                                    | Caroline Andersson    | Suède               | Abandon | Abandon |
|                                    | Nora Jenčušová        | Slovaquie           | Abandon | Abandon |
|                                    | Maryna Varenyk        | Ukraine             | Abandon | Abandon |
|                                    | Magdeleine Vallieres  | Canada              | Abandon | Abandon |
|                                    | Idoia Eraso           | Espagne             | Abandon | Abandon |
|                                    | Henrietta Christie    | Nouvelle-Zélande    | Abandon | Abandon |
|                                    | Valentine Nzayisenga  | Rwanda              | Abandon | Abandon |
|                                    | Daryna Nahuliak       | Ukraine             | Abandon | Abandon |
|                                    | Rebecca Koerner       | Danemark            | Abandon | Abandon |
|                                    | Ana Vitória Magalhães | Brésil              | Abandon | Abandon |
|                                    | Nesrine Houili        | Algérie             | Abandon | Abandon |
|                                    | Danait Tekeste        | Érythrée            | Abandon | Abandon |
|                                    | Safia Al Sayegh       | Émirats arabes unis | Abandon | Abandon |